# Svepnäsätten
Svepnäsätten (tidigare missvisande kallad Ingemund Ingevaldssons ätt) är ett nutida konventionellt namn på en svensk medeltida frälseätt som fått sitt namn från godset Svepnäs i Enköpings-Näs socken, tidigare Åsunda härad, sedan 1971 i Enköpings kommun. Ätten utdog innan Sveriges Riddarhus grundades 1625, varför den aldrig introducerades där som adelsätt.
Vapen: två liljor balkvis
Anders Eskilssons änka Margareta Eriksdotter bytte 1310 till sig gården Svepnäs med abbedissan Kunigunda och konventet i Vårfruberga, varvid hon till dessa lämnat bland annat, sin gård i Husby-Vansö.
Gården Svepnäs testamenteras 1328 av Eskil Andersson till Vårfruberga kloster,  men gården kom senare att ingå i Svepnäsättens godsinnehav.
Svepnäsätten leder sitt ursprung till omfattande godsinnehav i Uppland, och sätesgården Svepnäs, vilken 1367 tillkommer Ingemund Ingevaldsson, i en jorduppdelning mellan honom, och hans syster Elin som bland annat blir tilldelad godset Hjulsta i Enköpings-Näs socken, dokumentet är bevittnat av Jon Ingevaldsson, en sannolik broder.

## Medlemmar
1. Ingevald i Väppeby (i Enköpings-Näs socken),  är nämnd 1331 när han säljer jord i Roteby i Vansö socken till domprosten Nils i Strängnäs. Ingevald för enligt Kaj Janzon (2002) två liljor balkvis i sitt vapen.
  1. Elin, gift med Jakob Andersson.[3]
  2. Ingemund Ingevaldsson i Svepnäs.[4] 1383 nämnd som sven till Magnus Bengtsson (Ulv).[5]
    1. Ingevald Ingemundsson, enligt Kaj Janzon son till Ingemund Ingevaldsson[4], han är nämnd som prebendat i Strängnäs 1446 [6], vidare nämnd 1452, [7]  nämnd 1449 som morbror till Kristin Sonadotter
    2. Cecilia Ingemundsdotter, gift med  väpnaren Sune Hansson Pampe (Kosfeld). De hade bland annat dottern Kristin Sonadotter (Kosfeld), gift med Torsten Nilsson (Skiringeätten).